# Epigynopteryx eudallasta
Epigynopteryx eudallasta là một loài bướm đêm trong họ Geometridae.